# 조르주 드 라 투르
조르주 드 라 투르(Georges de La Tour, 1593년 3월 13일∼1652년 1월 30일)는 17세기 프랑스의 화가이다.
17세기 당시 프랑스의 지방에는 카라바조적인 착실한 사실성(寫實性)을 기초로 하는 화가가 활약하고 있었다. 툴루즈의 투르니에, 부르고뉴의 칸탄, 랑그르의 타세르 등이 그들이다. 같은 시기에 활약하던 로렌의 조르즈 드 라투르의 존재는 오랫동안 잊혀져 있었으나 이 시대의 프랑스 최대의 화가 중의 한 사람으로 평가를 받고 있다. 그는 이탈리아에서 카라바조의 조명법(照明法)에서 암시받은 바가 있다고는 하나 그 빛은 종종 내면을 비추는 듯한 조용함이 충만해 있었다. 그리고 그는 거의 입체파 화가와 같이 단순화된 성격으로 구성된 인물이다. 그는 가난한 로렌의 복장을 하고 있으나 당당한 명상자와 같은 중량감을 가지고 있었다. 초기의 작품 중에서도 <에이스 카드를 든 사기꾼>이나 <주사위 놀이꾼>, <점쟁이>와 같은 작품들은 뛰어난 표정 묘사를 보여주고 있으며, 중기의 작품 〈성녀(聖女) 이레나와 성(聖) 세바스티아누스〉, 후기의 작품 〈성탄(聖誕)〉 등, 수는 많지 않으나 뛰어난 작품을 남기고 있다.

## 주요 작품

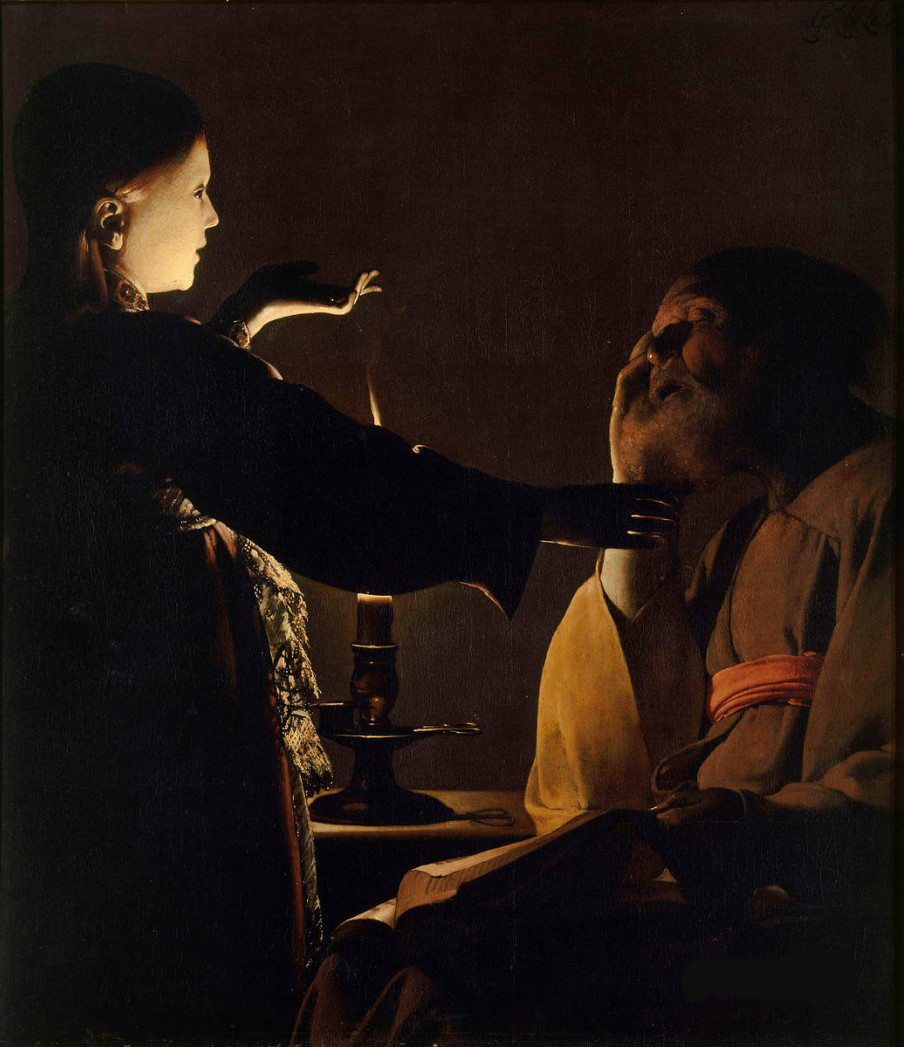
The Apparition of the Angel to St. Joseph

## 같이 보기
- 조지프 라이트